# Cecílie Meklenbursko-Zvěřínská
Cecilie Meklenbursko-Zvěřínská (německy Cecilie Auguste Marie Herzogin zu Mecklenburg) (20. září 1886, Schwerin – 28. prosince 1954, Bad Kissingen, Německo) byla původem meklenburská vévodkyně a jako manželka německého a pruského korunního prince Viléma německá a pruská korunní princezna a později po svržení monarchie i titulární německá císařovna a pruská královna.
Cecilie byla dcerou Bedřicha Františka III., velkovévody meklenbursko-zvěřínského, a ruské velkokněžny Anastázie Michajlovny. Po otcově smrti cestovala v letech 1898-1904 každé léto do matčina rodného Ruska. Dne 6. června 1905 se provdala za německého korunního prince Viléma. Manželé měli čtyři syny a dvě dcery. Cecilie, vysoká a statná, se v Německu stala populární díky svému stylu oblékání. Její manžel byl však sukničkář a manželství bylo nešťastné.
Po pádu německé monarchie na konci první světové války žili Cecilie a její manžel většinou odděleně. V období Výmarské republiky a v období nacismu žila Cecilie soukromým životem převážně na zámku Cecilienhof v Postupimi. S postupem sovětských vojsk opustila Cecilienhof v únoru 1945 a už se nikdy nevrátila. V Bad Kissingenu se usadila až do roku 1952, kdy se přestěhovala do bytu ve stuttgartské čtvrti Frauenkopf. V roce 1952 vydala knihu vzpomínek. O dva roky později zemřela.

## Mládí
Cecílie byla mladší dcerou meklenburského vévody Bedřicha Františka III. a jeho manželky ruské velkokněžny Anastázie Michailovny, vnučky ruského cara Mikuláše I.
Většinu dětství prožila ve Schwerinu, v královských rezidencích na zámku Ludwigslust a na loveckém zámečku Gelbensande, jen několik kilometrů od pobřeží Baltského moře. Její otec trpěl těžkým astmatem a vlhké a studené meklenburské klima jeho zdraví neprospívalo. V důsledku toho Cecilie trávila s rodinou hodně času v Cannes na jihu Francie, které si v té době oblíbily  další evropské královské rodiny, včetně některých, s nimiž se Cecilie setkala, jako byla císařovna Evženie a prastrýc jejího budoucího manžela Eduard VII.
Během zimní návštěvy v roce 1897 se Ceciliina sestra Alexandrine krátce před smrtí svého otce ve věku 46 let seznámila se svým budoucím manželem, korunním princem Kristianem, pozdějším dánským králem Kristiánem X. Svatba její sestry se konala v dubnu 1898 v Cannes. 
Po otcově smrti cestovala v letech 1898-1904 každé léto za svými příbuznými do Ruska, kde Cecilie žila v Michajlovsku v Kronštadtské zátoce, venkovském sídle svého dědečka z matčiny strany, ruského velkoknížete Michaila Nikolajeviče.

## Zásnuby
Během svatebních oslav svého bratra Fridricha Františka IV., velkovévody meklenbursko-zvěřínského, ve Schwerinu v červnu 1904 se sedmnáctiletá vévodkyně Cecilie seznámila se svým budoucím manželem Vilémem, německým korunním princem. Císař Vilém II. vyslal na slavnost svého nejstaršího syna jako svého osobního zástupce. Cecilie byla vyšší než většina žen té doby a se svými 182 cm byla stejně vysoká jako německý korunní princ. Vilém byl ohromen její velkou krásou a jejími tmavými vlasy a očima. Dne 4. září 1904 oslavil mladý pár své zasnoubení na meklenbursko-zvěřínském loveckém zámečku Gelbensande. 

## Manželství a děti

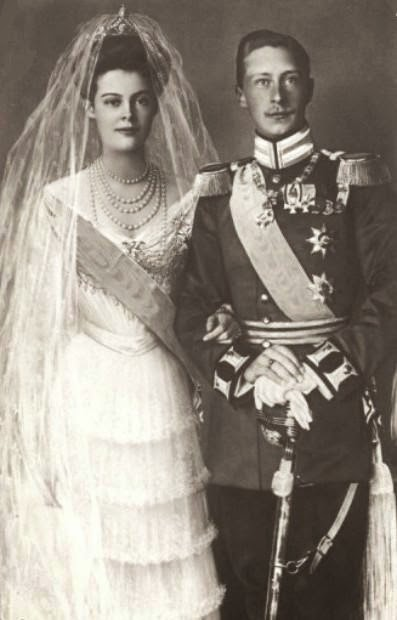
Svatba vévodkyně Cecilie Meklenbursko-Zvěřínské a německého korunního prince Viléma, 1905

Svatba vévodkyně Cecilie Meklenbursko-Zvěřínské a německého korunního prince Viléma se konala 6. června 1905 v Berlíně. V paláci ji přivítal císař Vilém II. a odvedl ji do Rytířského sálu, kde na mladou nevěstu čekalo přes padesát hostů z různých evropských královských rodů, včetně ruského velkoknížete Michala Alexandroviče, arcivévody Františka Ferdinanda a zástupců Dánska, Itálie, Belgie, Portugalska a Nizozemska. 
Po svatbě obdržela titul: „Její Císařská a královská Výsost Německá korunní princezna a korunní princezna Pruska“ a očekávalo se že se jednoho dne stane po boku svého manžela německou císařovnou a pruskou královnou. Na veřejnosti se ze začátku jevili jako perfektní pár, nicméně netrvalo dlouho a v manželství se začaly objevovat první „praskliny“, jejich hlavním důvodem byla Vilémova nevěra.
Cecílie a Vilém spolu měli šest dětí:
- Vilém (4. července 1906 – 26. května 1940) ⚭ 1933 Dorothea von Salviati (10. září 1907 – 7. května 1972)
- Ludvík Ferdinand (9. listopadu 1907 – 25. září 1994) ⚭ 1938 velkokněžna Kira Kirillovna Ruská (9. května 1909 – 8. září 1967)
- Hubert (30. září 1909 – 8. dubna 1950),
⚭ 1941 Maria Anna Sybilla Margaretha von Humboldt-Dachröden (9. července 1916 – 24. září 2003), rozvedli se v roce 1943
⚭ 1943 Magdalena Reuss-Köstritz (20. srpna 1920 – 10. října 2009)
- Fridrich Jiří (19. prosince 1911 – 20. dubna 1966), ⚭ 1945 Brigid Guinnessová (30. července 1920 – 8. března 1995)
- Alexandrina Irena „Adini“ (7. dubna 1915 – 2. října 1980), trpěla downovým syndromem
- Cecílie (5. září 1917 – 21. dubna 1975), ⚭ 1949 Clyde Kenneth Harris (18. dubna 1918 – 2. března 1958)

Její starší dcera Alexandrina přezdívaná „Adini“ trpěla Downovým syndromem.

## Tituly, oslovení a vyznamenání

### Tituly a oslovení
- 20. září 1886 – 6. června 1905: Její Výsost vévodkyně Cecílie Meklenbursko-Zvěřínská
- 6. června 1905 – 9. listopadu 1918: Její Císařská a Královská Výsost německá korunní princezna, korunní princezna pruská
- 9. listopadu 1918 – 6. května 1954: Její Císařská a Královská Výsost německá korunní princezna Cecílie, korunní princezna pruská
  - nároky: 4. června 1941 – 20. července 1951: Její Císařské a Královské Veličenstvo německá císařovna, královna pruská

### Vyznamenání
- Řád Luisin
- Řád královny Marie Luisy

## Vývod z předků
|                                |                                               |  |                |                                  |  |  |  |  |  |  |  | Fridrich Ludvík Meklenbursko-Zvěřínský |
|                                |                                               |  |                |                                  |  |  |  |  |  |  |  |                                        |
|                                | Pavel Fridrich Meklenbursko-Zvěřínský         |  |                |                                  |  |  |  |  |  |  |  |                                        |
|                                |                                               |  |                |                                  |  |  |  |  |  |  |  |                                        |
|                                |                                               |  |                | Jelena Pavlovna Ruská            |  |  |  |  |  |  |  |                                        |
|                                |                                               |  |                |                                  |  |  |  |  |  |  |  |                                        |
|                                | Bedřich František II. Meklenbursko-Zvěřínský  |  |                |                                  |  |  |  |  |  |  |  |                                        |
|                                |                                               |  |                |                                  |  |  |  |  |  |  |  |                                        |
|                                |                                               |  |                | Fridrich Vilém III. Pruský       |  |  |  |  |  |  |  |                                        |
|                                |                                               |  |                |                                  |  |  |  |  |  |  |  |                                        |
|                                | Alexandra Pruská                              |  |                |                                  |  |  |  |  |  |  |  |                                        |
|                                |                                               |  |                |                                  |  |  |  |  |  |  |  |                                        |
|                                |                                               |  |                | Luisa Meklenbursko-Střelická     |  |  |  |  |  |  |  |                                        |
|                                |                                               |  |                |                                  |  |  |  |  |  |  |  |                                        |
|                                | Bedřich František III. Meklenbursko-Zvěřínský |  |                |                                  |  |  |  |  |  |  |  |                                        |
|                                |                                               |  |                |                                  |  |  |  |  |  |  |  |                                        |
|                                |                                               |  |                | Jindřich XLIV. Reuss-Köstritz    |  |  |  |  |  |  |  |                                        |
|                                |                                               |  |                |                                  |  |  |  |  |  |  |  |                                        |
|                                | Jindřich LXIII. Reuss-Köstritz                |  |                |                                  |  |  |  |  |  |  |  |                                        |
|                                |                                               |  |                |                                  |  |  |  |  |  |  |  |                                        |
|                                |                                               |  |                | Vilemína z Geuder-Rabensteineru  |  |  |  |  |  |  |  |                                        |
|                                |                                               |  |                |                                  |  |  |  |  |  |  |  |                                        |
|                                | Augusta Reuss Köstritz                        |  |                |                                  |  |  |  |  |  |  |  |                                        |
|                                |                                               |  |                |                                  |  |  |  |  |  |  |  |                                        |
|                                |                                               |  |                | Jindřich ze Stolberg-Wernigerode |  |  |  |  |  |  |  |                                        |
|                                |                                               |  |                |                                  |  |  |  |  |  |  |  |                                        |
|                                | Eleonora ze Stolberg-Wernigerode              |  |                |                                  |  |  |  |  |  |  |  |                                        |
|                                |                                               |  |                |                                  |  |  |  |  |  |  |  |                                        |
|                                |                                               |  |                | Johana ze Schonburg-Waldenburgu  |  |  |  |  |  |  |  |                                        |
|                                |                                               |  |                |                                  |  |  |  |  |  |  |  |                                        |
| Cecílie Meklenbursko-Zvěřínská |                                               |  |                |                                  |  |  |  |  |  |  |  |                                        |
|                                |                                               |  |                |                                  |  |  |  |  |  |  |  |                                        |
|                                |                                               |  | Pavel I. Ruský |                                  |  |  |  |  |  |  |  |                                        |
|                                |                                               |  |                |                                  |  |  |  |  |  |  |  |                                        |
|                                | Mikuláš I. Pavlovič                           |  |                |                                  |  |  |  |  |  |  |  |                                        |
|                                |                                               |  |                |                                  |  |  |  |  |  |  |  |                                        |
|                                |                                               |  |                | Žofie Dorotea Württemberská      |  |  |  |  |  |  |  |                                        |
|                                |                                               |  |                |                                  |  |  |  |  |  |  |  |                                        |
|                                | Michail Nikolajevič Ruský                     |  |                |                                  |  |  |  |  |  |  |  |                                        |
|                                |                                               |  |                |                                  |  |  |  |  |  |  |  |                                        |
|                                |                                               |  |                | Fridrich Vilém III. Pruský       |  |  |  |  |  |  |  |                                        |
|                                |                                               |  |                |                                  |  |  |  |  |  |  |  |                                        |
|                                | Šarlota Pruská                                |  |                |                                  |  |  |  |  |  |  |  |                                        |
|                                |                                               |  |                |                                  |  |  |  |  |  |  |  |                                        |
|                                |                                               |  |                | Luisa Meklenbursko-Střelická     |  |  |  |  |  |  |  |                                        |
|                                |                                               |  |                |                                  |  |  |  |  |  |  |  |                                        |
|                                | Anastázie Michailovna Ruská                   |  |                |                                  |  |  |  |  |  |  |  |                                        |
|                                |                                               |  |                |                                  |  |  |  |  |  |  |  |                                        |
|                                |                                               |  |                | Karel Fridrich Bádenský          |  |  |  |  |  |  |  |                                        |
|                                |                                               |  |                |                                  |  |  |  |  |  |  |  |                                        |
|                                | Leopold I. Bádenský                           |  |                |                                  |  |  |  |  |  |  |  |                                        |
|                                |                                               |  |                |                                  |  |  |  |  |  |  |  |                                        |
|                                |                                               |  |                | Luisa Karolina z Hochbergu       |  |  |  |  |  |  |  |                                        |
|                                |                                               |  |                |                                  |  |  |  |  |  |  |  |                                        |
|                                | Cecilie Bádenská                              |  |                |                                  |  |  |  |  |  |  |  |                                        |
|                                |                                               |  |                |                                  |  |  |  |  |  |  |  |                                        |
|                                |                                               |  |                | Gustav IV. Adolf                 |  |  |  |  |  |  |  |                                        |
|                                |                                               |  |                |                                  |  |  |  |  |  |  |  |                                        |
|                                | Žofie Vilemína Švédská                        |  |                |                                  |  |  |  |  |  |  |  |                                        |
|                                |                                               |  |                |                                  |  |  |  |  |  |  |  |                                        |
|                                |                                               |  |                | Frederika Dorotea Bádenská       |  |  |  |  |  |  |  |                                        |
|                                |                                               |  |                |                                  |  |  |  |  |  |  |  |                                        |